# Hamdan Al-Kamali
Hamdan Ismail Mohammed Al Kamali (Abu Dhabi, 2 de maio de 1989) é um futebolista profissional emiratense que atua como defensor, atualmente defende o Al Wahda.

## Carreira
Hamdan Al-Kamali fez parte do elenco da Seleção Emiratense de Futebol da Olimpíadas de 2012.